# 狭刀豆
狭刀豆（学名：Canavalia lineata），又稱肥豬豆，为豆科刀豆屬下的一个种。其种加词“lineata”意为“线条状的”。

## 扩展阅读
- 维基共享资源上的相關多媒體資源：狭刀豆